# 1694 en littérature
| Années de la littérature : 1691 - 1692 - 1693 - 1694 - 1695 - 1696 - 1697    |
| Décennies de la littérature : 1660 - 1670 - 1680 - 1690 - 1700 - 1710 - 1720 |

Cet article présente les faits marquants de l'année 1694 en littérature.

## Événements
- 5 mai : de Bruxelles, Antoine Arnauld adresse une lettre[1] à Charles Perrault dans laquelle il fait l'éloge de Boileau et invite les deux hommes à ce réconcilier[2].

- Juillet : Saint-Simon déclare avoir commencé ses Mémoires étant « mestre de camp d'un régiment de cavalerie de mon nom, dans le camp de Gimsheim sur le Vieux-Rhin » lors de la guerre de la Ligue d'Augsbourg. Il précise plus loin : « Ce fut dans le loisir de ce long camp de Gau-Böckelheim que je commençai ces Mémoires » (août 1694). Il en termine la rédaction dans les années 1739-1749 après la lecture du Journal de Dangeau. Elles portent sur la période 1691-1723[3].

- 4 août, Querelle des Anciens et des Modernes : Charles Perrault et Nicolas Boileau se réconcilient grâce à l’intervention de Jean Racine[4]. Le 30 août, Perrault et Boileau s'embrassent en public à l'Académie française[5].

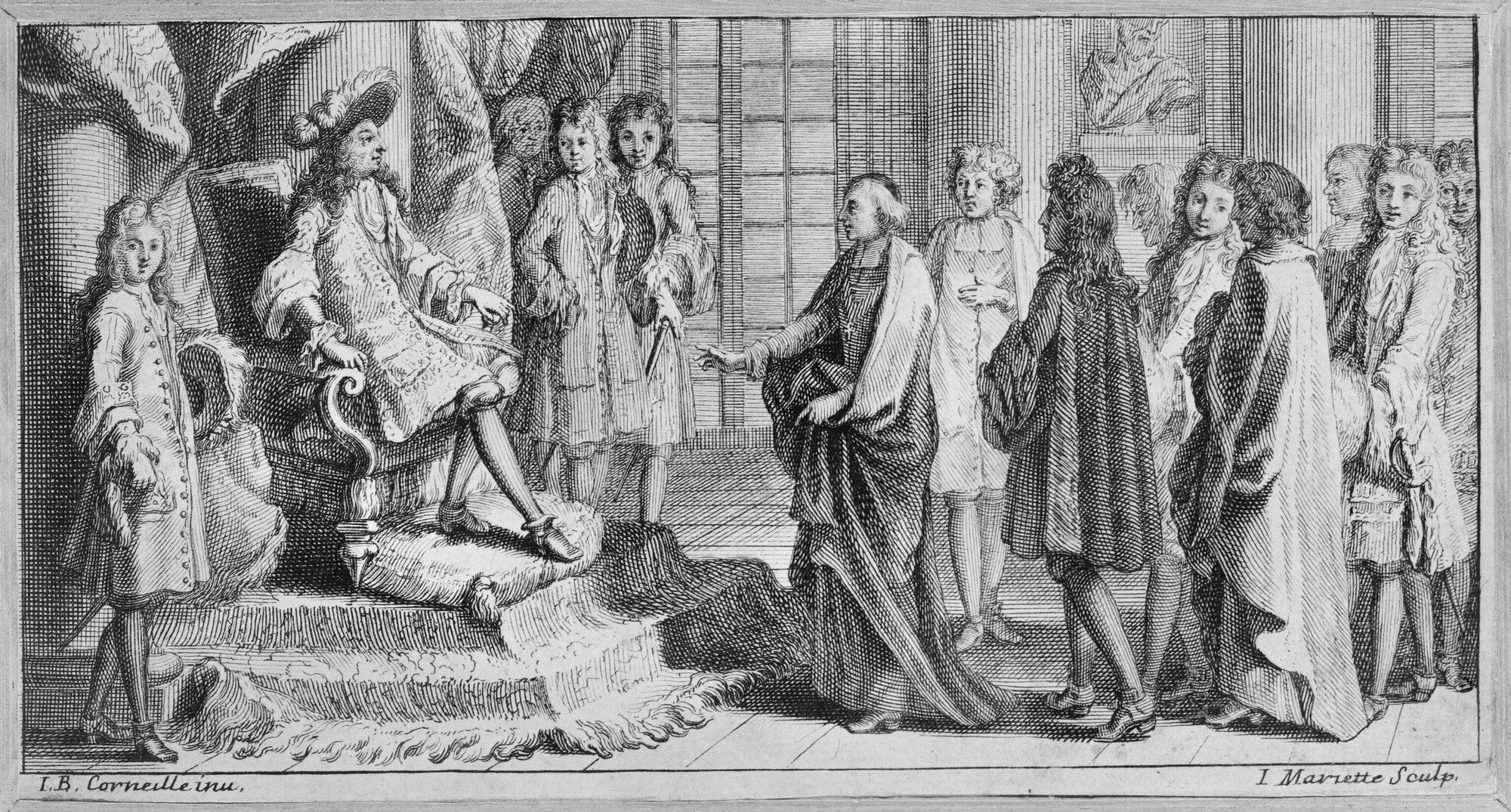
Bossuet et les membres de l'Académie française remettant le dictionnaire à Louis XIV.

- 24 août : le dictionnaire de l’Académie française est présenté au roi Louis XIV[6].
- 26 septembre : lettres patentes qui donnent ses statuts à l'Académie des Jeux floraux à Toulouse, héritière du Consistori del Gay Saber de 1323, transformée en Académie royale sous l'impulsion de Simon de La Loubère[7].
- 25 octobre : Jonathan Swift est ordonné diacre à la cathédrale Christ Church de Dublin ; il est nommé pasteur à Kilroot, près de Carrickfergus en janvier 1695[8].
- 19 novembre : un compagnon imprimeur, nommé Rambault, et un garçon relieur, nommé Larcher, sont pendus en place de Grève, après avoir été soumis à la torture « pour avoir révélation des auteurs, imprimeurs et débitants » de libelles infamants contre le roi[9].

## Parutions
- Publication au début de l'année du pamphlet misogyne de Nicolas Boileau, Dialogue : ou Satire X, Paris, Denys Thierry, 1694 (présentation en ligne), passé à la postérité comme la satire « Contre les femmes ». Elle s'inscrit dans la Querelle des Anciens et des Modernes[10].

- 26 mars : achevé d’imprimer de l'ouvrage de Charles Perrault, L'Apologie des femmes, Paris, veuve de Jean Baptiste Coignard, et Jean Baptiste Coignard fils, 1694 (présentation en ligne), en réaction à la satire X de Boileau.
- 16 mai : achevé d’imprimer du roman historique de Charlotte-Rose de Caumont La Force, 'Histoire secrète de Bourgogne, Paris, Simon Bénard, 1694 (présentation en ligne), privilège du 18 mars partagé avec Hilaire Baritel le Lyon.

- Le Dictionnaire de l’Académie Françoise : dédié au Roy, vol. 1, Paris, Veuve Jean-Baptiste Coignard et Jean Baptiste Coignard, 1694, en deux volumes (tome 1 (A-L) lire en ligne sur Gallica ; tome 2 (M-Z) lire en ligne sur Gallica).
- Jacques-Bénigne Bossuet, Maximes et réflexions sur la comédie, Paris, Jean Anisson, 1694 (présentation en ligne).

- Les quatre Cantiques spirituels de Jean Racine sont imprimés pour la première fois à Paris, chez Denys Thierry[11].

- Nicolas Boileau, Œuvres diverses du sieur D***., vol. 1, Paris, Denys Thierry, 1694 (présentation en ligne) (vol. 2), nouvelle édition augmentée en deux volumes.

## Naissances
- 15 novembre : Jean Puget de la Serre
- 21 novembre : François Marie Arouet, dit « Voltaire », écrivain et philosophe français († 30 mai 1778).